# Ленинское сельское поселение (Зимовниковский район)
Ленинское се́льское поселе́ние — муниципальное образование в Зимовниковском районе Ростовской области Российской Федерации.
Административный центр — хутор Ленинский.

## История
В 1956 году в Ростовской области проходило укрупнение сельских Советов. Были укрупнены Зимовниковский сельский Совет и Лозовянский в один Зимовниковский сельский Совет. Укрупненный Совет обслуживал хутора: Ковалёвка, Красный Октябрь, Амта, Новый Гашун, сеносовхоз № 6, Грушевка, Ново-Николаевский, Красный Кут, Ленинский, Зимовники, Василёвский, Горобцов, Козорезов, Нариманов, Малореченский, Лозовой, Пенчуков, Безымянный, Марченков, Восточный плодосовхоз.
В 1973 году в Зимовниковском районе Ростовской области был образован Ленинский сельский Совет. 20 января 1973 года прошла 1 сессия, в ходе которой был избран председателем исполкома Сиденко Василий Трофимович.
В 1991 году решением президиума Ростовского областного Совета народных депутатов от 16 января 1991 года № 7 Ленинский сельский Совет был разукрупнён, за ним были оставлены 10 населённых пунктов: хутора Амта, Безымянный, Грушевка, Козорезов, Красный Октябрь, Малореченский, Нариманов, Николаевский, Пенчуков, поселок Лагунный.
Хутор Нариманов был создан в 1920 году в честь татарского революционера. Хутора Лозовой и Малореченский были названы по именам рек (Малореченский) и балок (Лозовой).
Хутор Козорезов был создан в 1873 году.

## Состав сельского поселения
| №  | Населённый пункт | Тип населённого пункта        | Население |
| -- | ---------------- | ----------------------------- | --------- |
| 1  | Амта             | хутор                         | 56        |
| 2  | Безымянный       | хутор                         | 32        |
| 3  | Грушёвка         | хутор                         | 240       |
| 4  | Ковалевский      | хутор                         | 106       |
| 5  | Козорезов        | хутор                         | 118       |
| 6  | Красный Октябрь  | хутор                         | 87        |
| 7  | Лагунный         | посёлок                       | 327       |
| 8  | Ленинский        | хутор, административный центр | 634       |
| 9  | Малореченский    | хутор                         | 23        |
| 10 | Марченков        | хутор                         | 193       |
| 11 | Нариманов        | хутор                         | 161       |
| 12 | Николаевский     | хутор                         | 118       |
| 13 | Новогашунский    | хутор                         | 29        |
| 14 | Пенчуков         | хутор                         | 133       |

## Население
| 2010  | 2012  | 2013  | 2014  | 2015  | 2016  | 2017  |
| ----- | ----- | ----- | ----- | ----- | ----- | ----- |
| 2257  | ↘2244 | ↗2249 | →2249 | ↘2231 | ↗2269 | ↘2252 |
| 2018  | 2019  | 2020  | 2021  |       |       |       |
| ↘2248 | ↗2250 | ↘2239 | ↘2234 |       |       |       |

## Экономика
В настоящее время общая площадь муниципального образования составляет 529,60 кв. километров, численность населения на 01.01.2016 год составляет 2246 человек.  Площадь сельхозугодий составляет 1008 га.
В Ленинском сельском поселение работают в основном сельскохозяйственные организации. К ним относятся: ООО «Степные просторы», ООО «Мелиоратор», ЗАО «Агропромхимия», СПК «Восток» и другие. Глава администрации муниципального образования Ленинское сельское поселение - Фурсова Ольга Игоревна.